# Ucide-mă, dragostea mea!
Ucide-mă, dragostea mea! (în poloneză Zabij mnie, kochanie) este un film polonez de comedie romantică din 2024, regizat de Filip Zylber⁠(pl)[traduceți]. Este un remake al filmului turcesc Öldür Beni Sevgilim⁠(tr)[traduceți] din 2019. 
Filmul a fost lansat pe Netflix la 13 februarie 2024.

## Rezumat
După ce un soț și o soție câștigă la loterie, încep să comploteze să se omoare unul pe celălalt.

## Distribuție
- Weronika Książkiewicz⁠(d)—Natalia Rozwadowska
- Mateusz Banasiuk⁠(d)—Piotr Rozwadowski, soțul Nataliei
- Agnieszka Więdłocha—Agata
- Piotr Rogucki⁠(d)—Łukasz
- Mikołaj Roznerski⁠(pl)[traduceți]—Krystian
- Paulina Gałązka⁠(d)—Dagmara
- Mirosław Baka⁠(d)—Bogdan

## Producție
A fost filmat în Varșovia și Nowy Sącz, precum și în jurul lacului Rożnów.

## Premiera
Filmul a fost lansat pe Netflix la 13 februarie 2024.